# Julien Peny
Pour les articles homonymes, voir Peny.
Julien Peny est un comédien français né en 1980 à Paris.

## Biographie
Julien Peny rentre à l'école nationale du théâtre de Chaillot pour y suivre une formation de comédien. Il joue dans le long métrage de Jean-Hugues Anglade Tonka et apparaît comme comédien dans plusieurs téléfilms comme Fabien Cosma, Navarro, Madame le proviseur, Le Lycée, L'Avocate, L'Enfant de la honte ou encore Un père inattendu.
Il travaille lors de plusieurs tournages de courts-métrages avec Christophe Honoré, Jean-Paul Salomé et Isabelle Doval.
En 2005, il joue dans la pièce de théâtre Amadeus, aux côtés de Lorànt Deutsch et Jean Piat, et de Michel Aumont durant la tournée.

## Filmographie

### Télévision

#### Téléfilms
- 2000 : L'Enfant de la honte : Antoine jeune
- 2002 : Tout contre Léo
- 2008 : Guy Môquet, un amour fusillé : un gendarme

#### Séries télévisées
- 1997 : L'Avocate, Accident de chasse : Aurélien
- 2000 : Scénarios sur la drogue : Déçue

### Cinéma
- 1997 : Tonka : Thierry